# Huta Emilia
Huta Emilia – osada w Polsce, w województwie mazowieckim, w powiecie mławskim, w gminie Strzegowo.
Do 2023 miejscowość była przysiółkiem wsi Strzegowo.
W latach 1975–1998 przysiółek administracyjnie należał do województwa ciechanowskiego.